# Parmotrema iringense
Parmotrema iringense är en lavart som beskrevs av Krog. Parmotrema iringense ingår i släktet Parmotrema och familjen Parmeliaceae.   Inga underarter finns listade i Catalogue of Life.